# Ходаковский, Никита Богданович
Ники́та Богда́нович Ходако́вский (укр. Микита Богданович Ходаковський, род. 18 октября 1996, Днепропетровск) — украинский футболист, полузащитник.

## Биография
Воспитанник днепропетровского футбола. В ДЮФЛ Украины выступал за «Днепр» и команду городской ДЮСШ. По завершении учёбы выступал в чемпионате Днепропетровской области за «Интер» из областного центра. В 2016 году подписал первый профессиональный контракт с «Александрией», где не провёл ни одной игры, ни в основной, ни в молодёжных командах. В следующем году перешёл в каменскую «Сталь», в составе которой выступал в молодёжном первенстве (13 матчей, 2 гола).
В 2018 году был в составе кропивницкой «Звезды». Дебютировал в украинской Премьер-лиге 6 мая 2018 года, на 84-й минуте выездного матча против «Александрии» заменив Арно Геджа. В дебютном матче получил жёлтую карточку. Осенью того же года подписал контракт с перволиговым клубом «Горняк-Спорт», а через год уже стал игроком черновицкой «Буковины», за которую выступал до зимнего межсезонья сезона 2019/20. В начале февраля 2020 года подписал контракт с клубом «Львов».